# Strada 1 (Uruguay)
La strada 1 (in spagnolo: Ruta 1) è una strada statale uruguaiana che unisce la capitale Montevideo con la cittadina di Colonia del Sacramento. Con la legge 14.361 del 15 aprile 1975 stata intitolata al Brigadier Generale Manuel Oribe.